# Wolfmother
Wolfmother je australská hard rocková skupina ze Sydney. Vznikla v roce 2004 a je soustředěna kolem zpěváka a kytaristy Andrewa Stockdalea, který je jediným stálým členem sestavy. Kapela prošla od svého vzniku mnoha personálními změnami. Původní – a komerčně nejúspěšnější – sestava zahrnovala baskytaristu a klávesistu Chrise Rosse a bubeníka Mylese Hesketta. Debutovali roku 2006 albem Wolfmother, které se stalo čtyřikrát platinové. Vydali DVD "Please Experience Wolfmother Live". Spolupracovali na soundtracku k filmu Spider-Man 3, Hangover a ke hře Flatout 2, kde přispěli skladbou Pyramid a Dimension. V roce 2007 zahráli na charitativní akci Live Earth v Sydney. V roce 2007 získali cenu Grammy za skladbu Woman. 

V srpnu 2008 kapela oznámila rozpad na základě nevyřešených osobních i hudebních sporů mezi frontmanem Andrew Stockdalem a zbytkem skupiny. Následoval odchod Chrise Rosse a Mylese Hesketta, načež se Stockdale rozhodl pokračovat pod zažitým názvem Wolfmother. Hledal nové muzikanty, se kterými na začátku třetího čtvrtletí roku 2009 představil novou desku, která nese název Cosmic Egg, podle anglického názvu jogínské "polohy plodu". Album se neslo opět v duchu soundu kapel sedmdesátých let, a vyznačuje se větší syrovostí oproti debutu.

## Členové skupiny
| jméno            | nástroj              |
| Andrew Stockdale | zpěv/kytara          |
| Aidan Nemeth     | kytara               |
| Ian Peres        | baskytara/syntezátor |
| Dave Atkins      | bicí                 |

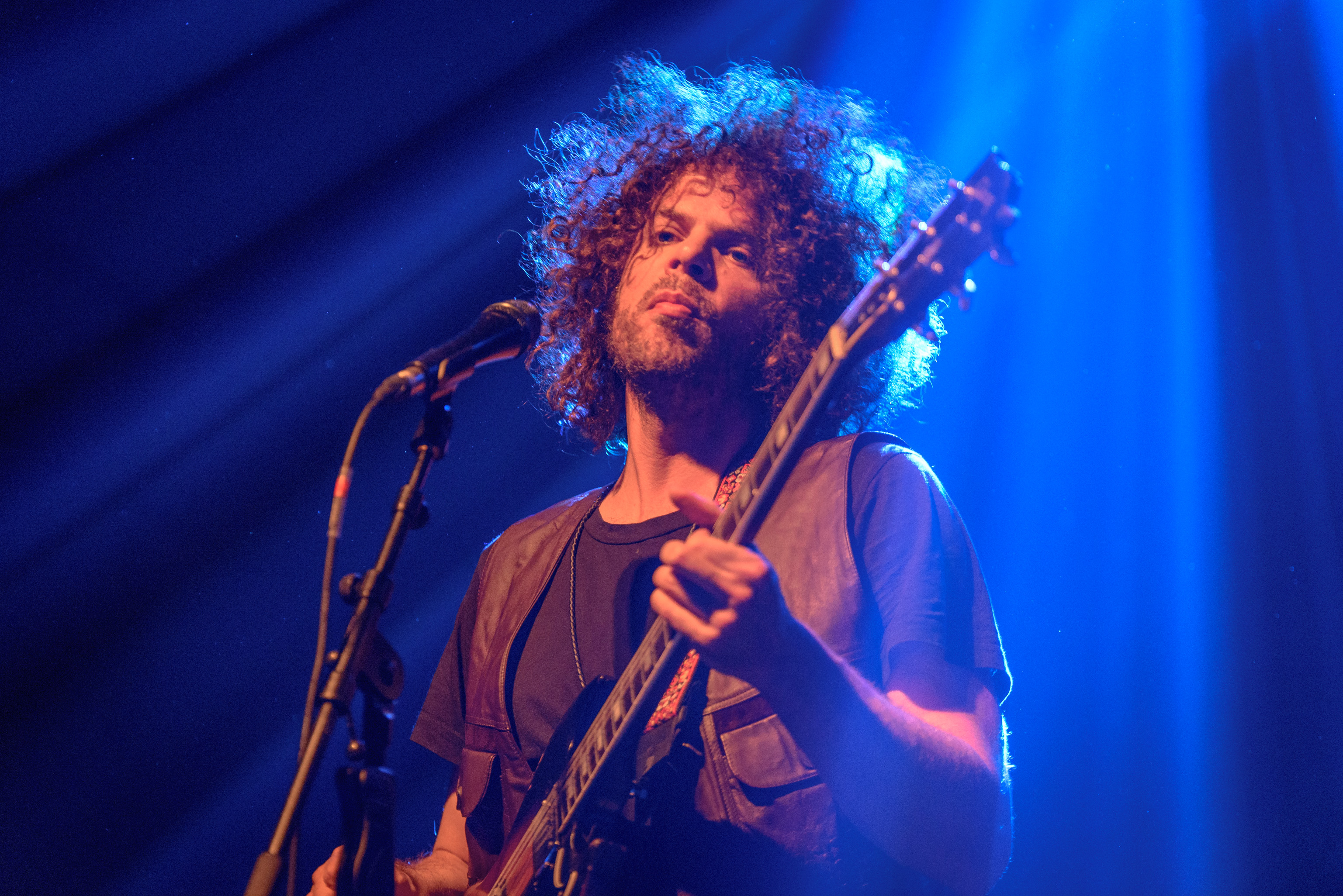
Andrew Stockdale
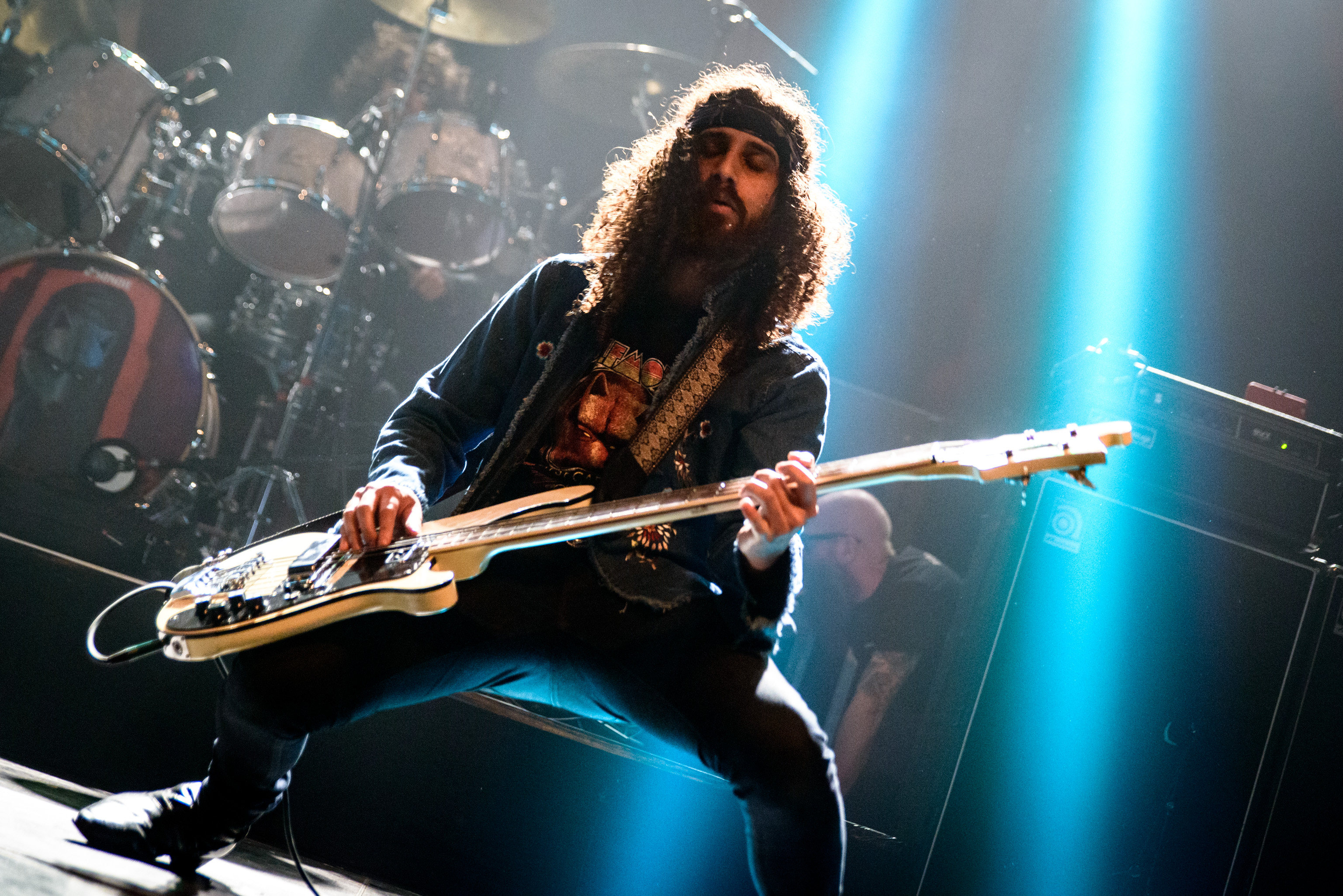
Ian Peres
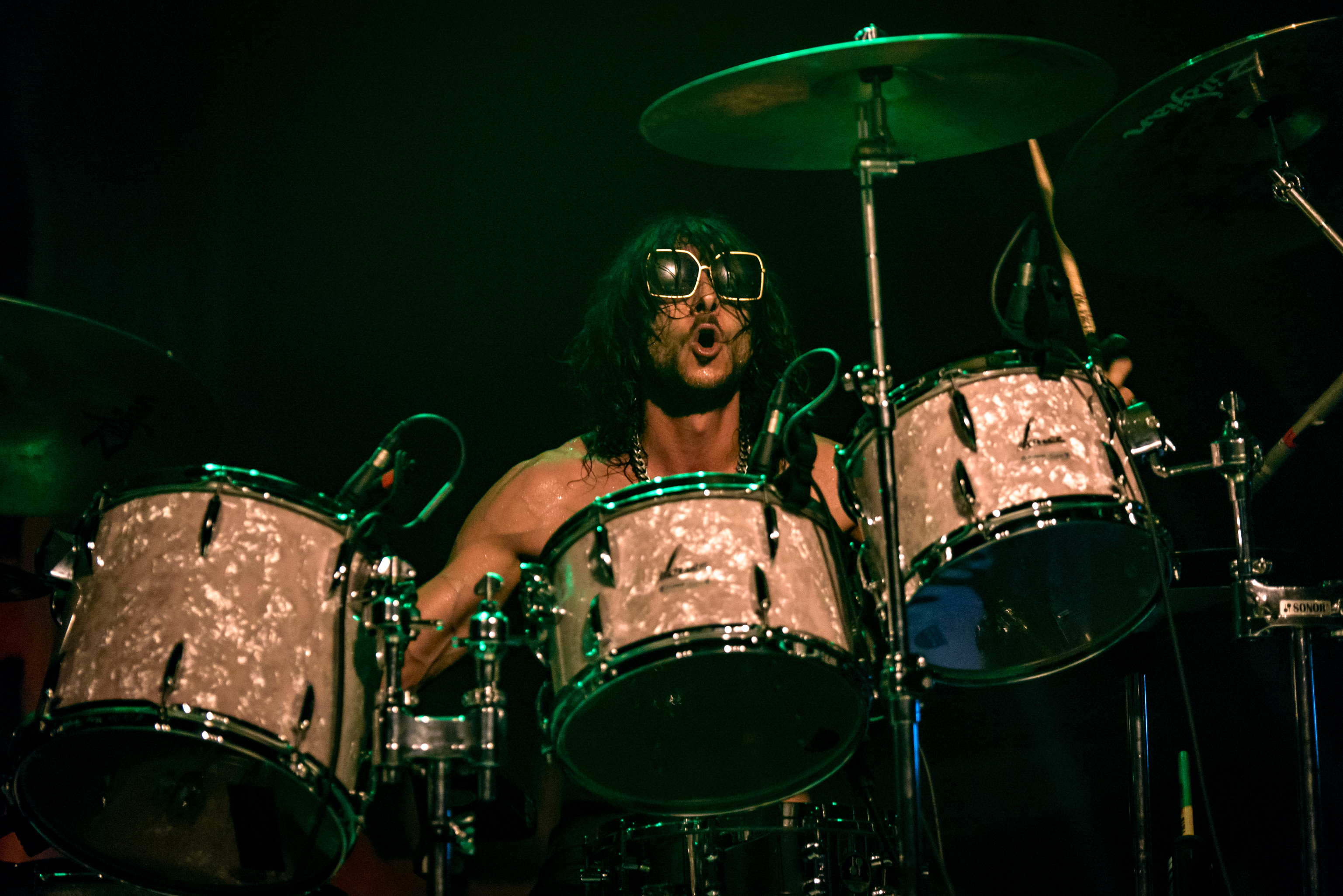
Alex Carapetis (Tour Drummer)
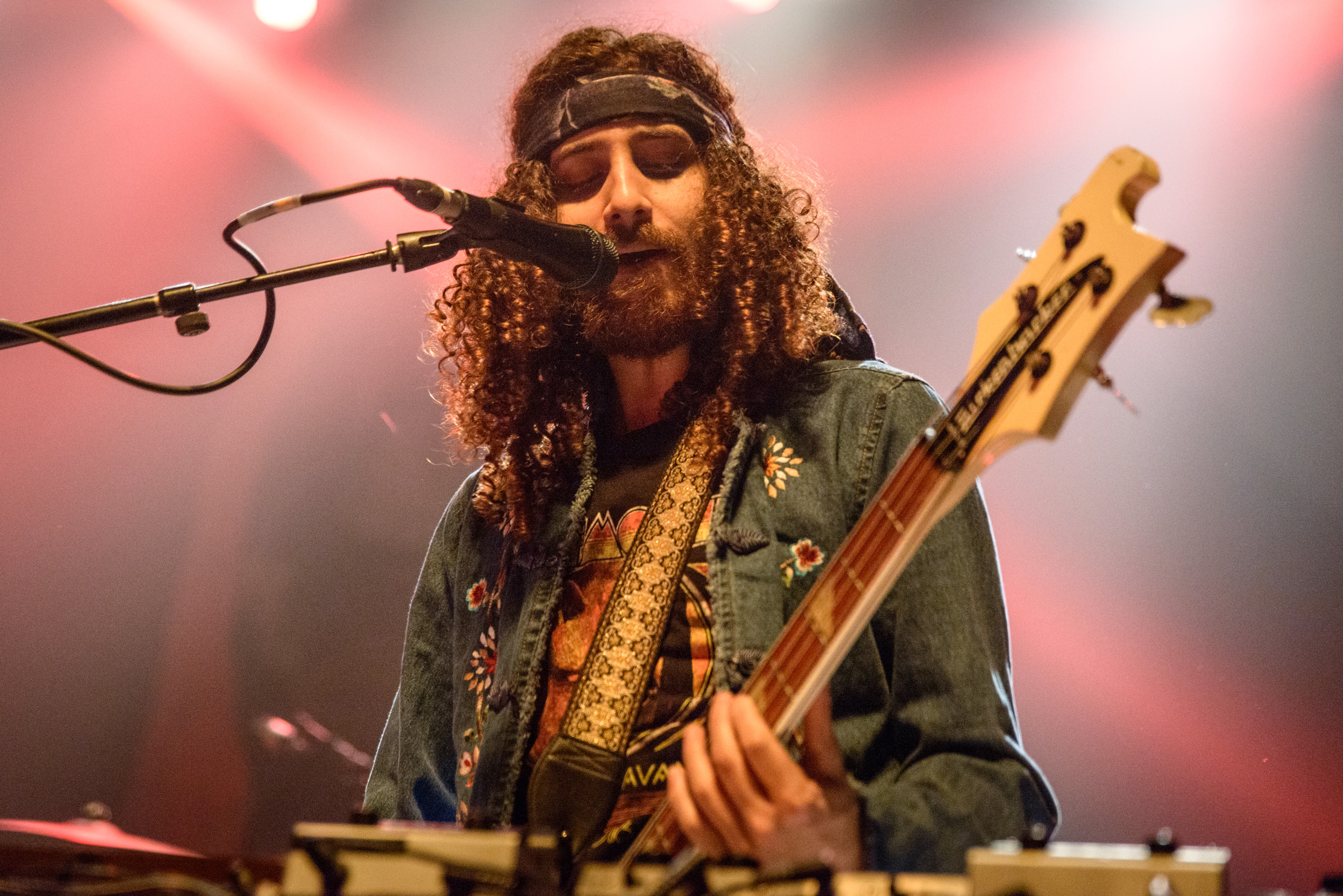
Ian Peres

## Diskografie
- Wolfmother (2005)
- Cosmic Egg (2009)
- New Crown (2014)
- Victorious (2016)
- Rock'n'Roll Baby (2019)
- Rock Out (2021)